# ふ・し・ぎ・なBABY
『ふ・し・ぎ・なBABY』（ふ・し・ぎ・なベイビー）は、1988年12月18日に公開された日本の映画である。監督は根本順善。
光GENJIの「GENJI」の主演映画であり、「光」が主演の『…これから物語 〜少年たちのブルース〜』と同時上映で公開された。
配給収入は10億円を超え、1989年度邦画ベスト8位となるなど、東宝配給のアイドル映画が下火になりつつあった時代に健闘をみせた。

## ストーリー
「光」の2人が映画の撮影のために抜けた事でしばしの休暇を楽しむ「GENJI」の5人。ところが彼らの住む合宿所に、ある日突然見知らぬ赤ちゃんが置き去りにされていた。
警察へ届け出ようとするもその赤ちゃん・舞夢は5人のそばから離れようとしない。仕方なくしばらくの間全員で舞夢の面倒を見る事になったが、どうやら舞夢は不思議な力を持っているらしく、メンバーのケガが急に治ったりバック転ができるようになったり、はたまた全員が宙に浮いてしばしの空中遊泳を楽しめたりと次々と不思議な事が起こる。が、同時に事故に遭いそうになったり怪しげな三人組につけ狙われたりと様々な危険も身に迫るようになり、そのためにメンバー同士でケンカになったりもする。
そんなある晩、5人は夢の中で舞夢から“明日ドリームレイクに連れてって”と頼まれた。　翌日、5人は頼まれた通り日が沈むまでに舞夢を湖に送り届ける事を決意。
得意のローラースケートを駆使して舞夢を狙う三人組を激しいチェイスの末に振り切り無事にドリームレイクに到着。そこで舞夢の正体は天国から落ちてきた天使の子供だった事が判明。舞夢は5人に見送られ、まばゆい光とともに天国に帰って行く。

## キャスト
- GENJI（本人 役）
  - 諸星和己
  - 佐藤寛之
  - 山本淳一
  - 赤坂晃
  - 佐藤敦啓
- 光（本人 役）
  - 大沢樹生
  - 内海光司
- 赤ちゃん・舞夢：江島舞夢
- 近松：松澤一之
- 宮戸：八名信夫
- 安生：桜金造
- 中野：渡嘉敷勝男
- 警官：荒勢
- 天使の声：鈴木富子
- 河原さぶ、深見博、勇静華、佐々木修平、森富士夫　ほか

## スタッフ
- 監督：根本順善
- 企画：ジャニー喜多川
- 原案：飯田譲治、北原陽一
- 脚本：飯田譲治
- 音楽：義野裕明
- 撮影：杉村博章
- 別班撮影：藤石修、栗山修司
- 美術：小川登美夫、大橋実
- 照明：佐藤勝彦
- 録音：弦巻裕
- 編集：阿部浩英
- 助監督：森谷晃育、藤得悦、落合俊一
- 音響効果：帆苅幸雄
- 製作担当：磯村達也
- レコーディングプロデューサー：渡辺有三
- 振り付け：ボビー吉野
- 特殊合成：白組
- 操演：白熊栄次
- ファイティングコーディネーター：國井正廣
- カースタント：武士レーシング
- TVスタジオシーン協力：東宝舞台、八峯テレビ、テレフィット、東京テレビ技術、ヤマモリ、東京特殊効果、興進電化、彩光
- MA：アオイスタジオ
- 現像：東京現像所
- スタジオ：東宝スタジオ
- 楽曲協力：ヤマハ音楽振興会、フジパシフィック音楽出版、ジャニーズ出版
- 協力：森永乳業、大塚化学、不二家
- エクゼクティブ・プロデューサー：堀口壽一、増田久雄
- 製作者：三ツ井康、稲葉昭典
- プロデューサー：鎌田敏郎、森田和郎、小滝祥平、藤島ジュリーK、佐倉寛二郎
- 製作協力：ジャニーズ事務所、プルミエ・インターナショナル
- 製作：フジテレビジョン、ニッポン放送、ポニーキャニオン、東宝

## 使用曲
- 光GENJI「いつか、きっと…」、「 あ・き・す・と・ぜ・ね・こ」、「ガラスの十代」、「STAR LIGHT」、「パラダイス銀河」